# Songavazzo
Songavazzo (lombardul: Songaàs) település Olaszországban, Lombardia régióban, Bergamo megyében. Lakosainak száma 709 fő (2023. január 1.). Songavazzo Costa Volpino, Fino del Monte, Bossico, Cerete, Onore, Rovetta, Castione della Presolana és Rogno községekkel határos.

## Népesség
A település lakossága az elmúlt években az alábbi módon változott:
| Lakosok száma | 727  | 706  | 709  |
|               | 2017 | 2018 | 2023 |